# Дарбанд (Урмія)
Дарбанд (перс. دربند‎) — село в Ірані, входить до складу дехестану Дул у Центральному бахші шахрестану Урмія провінції Західний Азербайджан.